# Domaine du Grand Hazier
Le domaine du Grand Hazier est un domaine agricole situé à Sainte-Suzanne, sur l'île de La Réunion, département d'outre-mer français dans le sud-ouest de l'océan Indien. Il est issu d'une ancienne plantation coloniale fondée à la fin du XVIIe siècle.
La maison de maître est inscrite à l'inventaire des Monuments historiques depuis le 16 décembre 1991,, avec ses dépendances, ses parcs, ses jardins, son verger, son potager et la grande allée bordée de cocotiers menant jusqu'à la route nationale 2. Le Domaine peut être visité sur rendez-vous. Il abrite une vanilleraie et une chapelle hindoue sur le front de mer.

## Histoire

### Fondation à la fin du XVIIe siècle
Entre 1674 et 1678, Henry Esse d'Orgeret, le gouverneur colonial de l'île Bourbon (La Réunion), accorde une concession à Jean Julien, un lyonnais né vers 1640, ancien soldat au service de la Compagnie des Indes. Avec son épouse malgache, ils s’installent sur la côte-au-vent (Est de l'île), et cultivent les terres qu’il possède à Sainte-Suzanne et qui lui sont confirmées en 1703, élevant quelques têtes de bétail et quelques volailles.
Dès le début les esclaves participent au développement de l’habitation du Grand Hazier. Parmi eux, Charles, esclave originaire des Indes, arrive avec Jean Julien et son épouse, et est sans doute le premier captif à cultiver la concession du Grand Hazier.

### Acquisition par la famille Panon
En 1709, afin d'aider Augustin Panon, un colon planteur arrivé sur l'île en 1689, qui vient d'acquérir l'habitation La Mare et la moitié du Grand Hazier, Jean Julien lui échange son expérimenté Charles contre un autre esclave. Puis, après la mort de sa femme, Jean Julien déjà âgé, confie l’entretien de ses terres à Augustin Panon.
Quand Jean Julien meurt en 1714, Augustin Panon devient le seul propriétaire de la plantation, mais continue de résider à La Mare, où il se fait construire une belle demeure. Faisant travailler plusieurs dizaines d'esclaves, ses plantations produisent du blé, du riz, du mil, des patates douces, un peu de canne à sucre, des fruits et légumes divers. Également, dès 1710, il possède un cheptel de plus de 250 animaux.
Lors du recensement de 1723, l'habitation s'étale sur 147 hectares mais, à la mort de sa femme Françoise Châtelain, la propriété est divisée entre Augustin Panon et les dix enfants issus des quatre unions de la défunte. « Le Grand Hazier » désigne alors le lieu-dit, avec toutes les habitations qui s'y trouve, et qui appartiennent pour la plupart aux descendants des Panon.

### Modernisation de l'exploitation
Entre 1789 et 1813, le domaine principal appartient par mariage à Nicolas Vincent Charles Caradec, breton de souche aristocratique. C'est à cette époque qu'est construite la maison de maître.
Avec la Révolution française, l'esclavage est aboli une première fois par la Convention montagnarde en 1794. Toutefois, cette abolition est rejetée par les notables de l'île Bourbon, dont le puissant Henri Paulin Panon Desbassayns, fils d'Augustin, et ne s'appliquera donc pas sur l'île.
À la mort de Nicolas Caradec en 1813, l'habitation fait près de 52 hectares. Sa veuve Madeleine Gillot, arrière-petite-fille d'Augustin Panon, délaisse alors en partie les cultures vivrières au profit de la canne à sucre. Puis, peu avant 1830, elle fait construire une usine sucrière, épaulée par la famille Nas de Tourris.
Lors de l’inventaire après décès, en 1836, de Monsieur Marie Nicolas Gustave de Nas de Tourris, l'habitation possède 45 esclaves (28 Cafres, 13 Créoles, 2 Malgaches, 1 Malais et 1 Indien).

### Abolition de l'esclavage en 1848
Sous la Deuxième République, un décret abolit définitivement l'esclavage en 1848. Il s'accompagne toutefois de l'indemnisation des propriétaires esclavagistes. Rose Angélique Sophie Caiez d'Épinay (1792-1859), veuve de Gustave de Nas de Tourris, touchera la somme de 8 009 Francs en compensation du préjudice financier causé par l'affranchissement de ses esclaves.
L'abolition entraine un départ des travailleurs captifs des plantations. Pour faire face à ce manque de main-d’œuvre, les planteurs se tournent vers le système de l'engagisme pour s'approvisionner en travailleurs agricoles, originaires principalement d'Inde (Malbars), et dans une moindre mesure de l’Afrique et de Madagascar.
À partir de 1859, les nombreux engagés nécessaires à la culture de la canne, sont durement touchés lors des épidémies de choléra. Le propriétaire Louis de Nas de Tourris, alors maire de Sainte-Suzanne, met tout en œuvre pour soulager son personnel ainsi que la population de Sainte-Suzanne. Puis, il décide de vendre le domaine pour s'installer avec sa famille en Nouvelle-Calédonie afin d'y expérimenter la culture de la canne à sucre. Il est suivi par d’autres planteurs créoles qui emmènent avec eux un certain nombre d’employés indiens spécialistes de la culture de la canne à sucre.
Adolphe Richard et son épouse Marie Eugénie Deshayes sont les nouveaux propriétaires. Eux-mêmes avaient reçu en 1849 une indemnité de 63 484 Francs à la suite de la libération de leurs esclaves. En 1876, ils ajoutent au domaine celui de Belle Eau, situé au nord du Grand Hazier. Le Grand Hazier est acheté en 1894 par Ernest Vinson, déjà propriétaire du domaine de La Convenance et d’une propriété au chemin des Magasins à Sainte-Suzanne. Sans descendance directe, ses héritiers vendent l'habitation à la société Lépervanche & Cie.

### Famille Chassagne
En 1903, le domaine est racheté par Albert Chassagne, descendant d’une famille bordelaise arrivée à la Réunion en 1825. Ingénieur de formation, il connaît bien le domaine de la production sucrière. Outre la canne à sucre, il cultive l'ylang-ylang, la vanille, ainsi que plusieurs cultures vivrières comme le manioc, le maïs et les pois.
À partir de 1911, il entame la reconstruction de la maison de maître, en la modernisant
Après le décès d’Albert Chassagne, sa veuve et ses enfants se constituent en Société Civile Immobilière, société qui perdure depuis 1947. Une société produisant de la vanille s’est également installée dans les anciennes écuries.
Le domaine, devenu un petit paradis luxuriant, est ouvert aux visites.

## Éléments de l'habitation

### La maison des maîtres
La maison des maîtres est bâtie sous Caradec. Elle est alors en bois, couverte de bardeaux et lambrissée. De taille relativement modeste, elle reprend les standards des maisons créoles des grands propriétaires terriens : maison à étage, varangue, salon, salle à manger et cuisine extérieure.
Elle a été reconstruite une première fois par la famille Nas de Tourris vers 1860, puis une seconde fois par la Albert Chassagne en 1911.

### Les cases des esclaves
La demeure principale faisait face aux nombreuses cases de la population servile.

### Le jardin
Le jardin compte plusieurs vergers, ainsi qu'un vaste potager de deux mille mètres carrés.

## Galerie

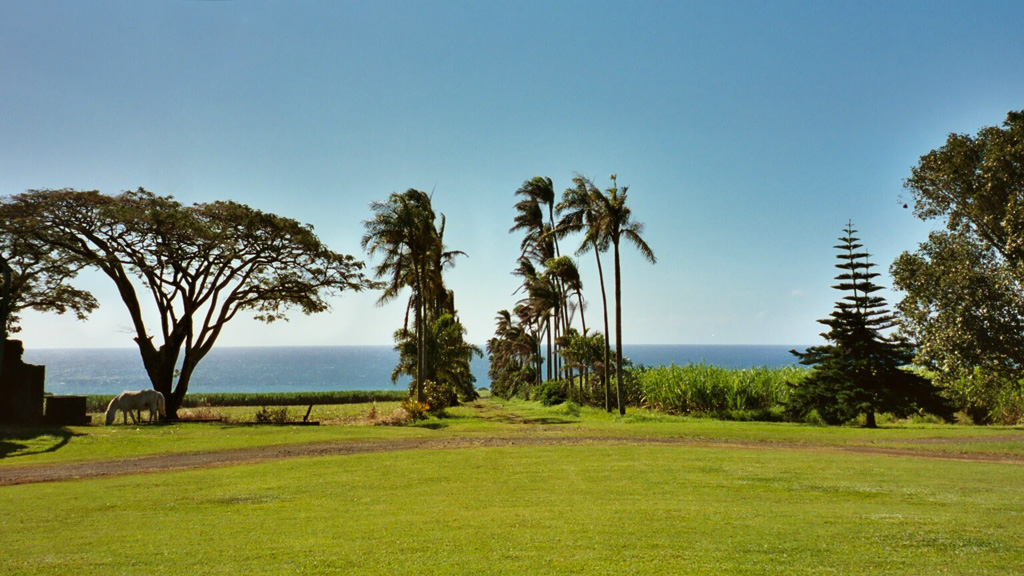
Chemin
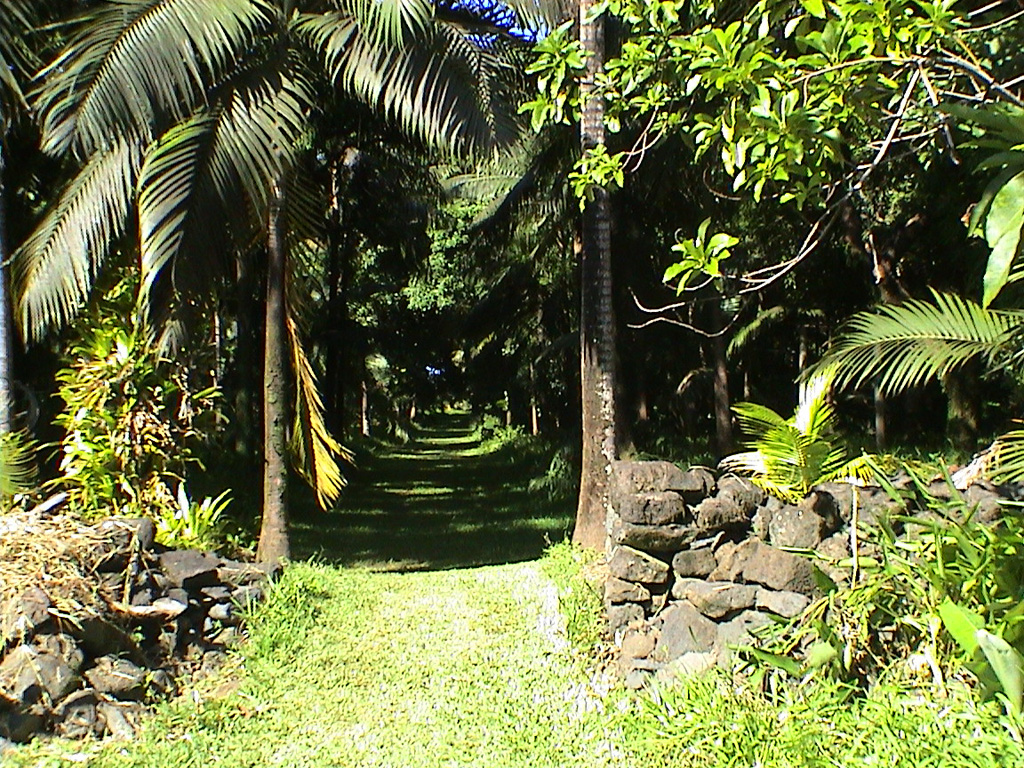
Jardin
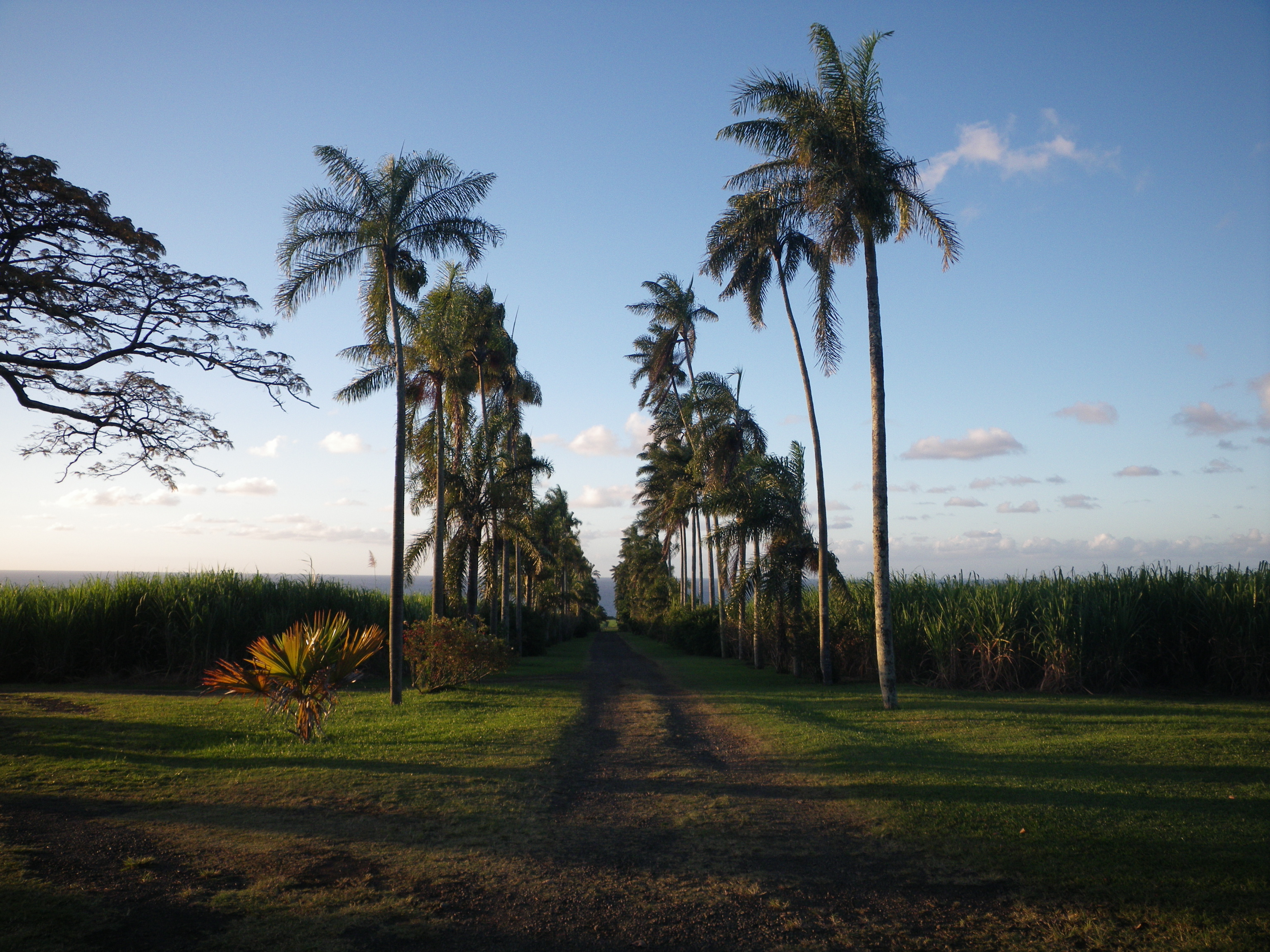
chemin d'accès
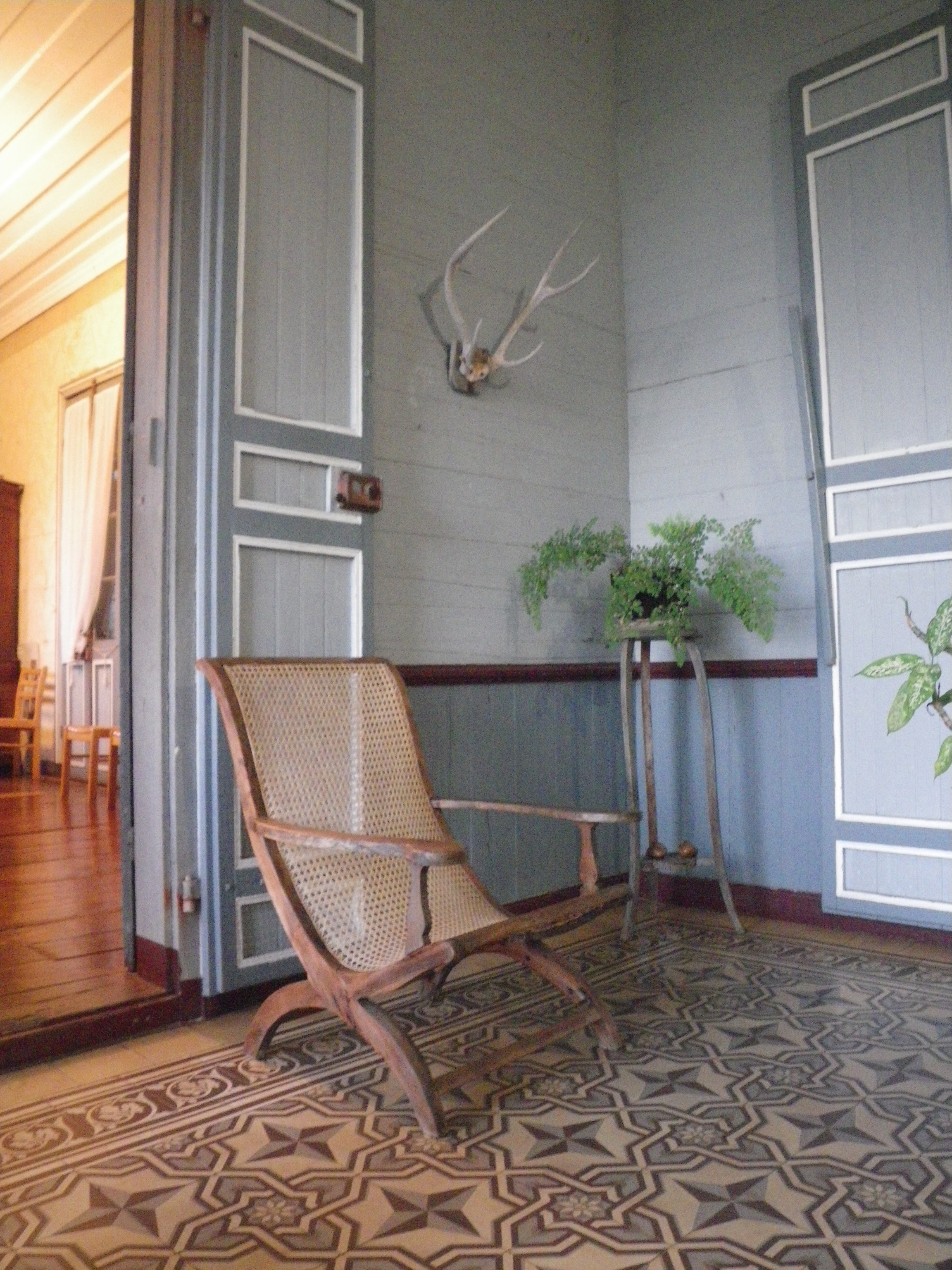
vue intérieure